# Cartella esattoriale
La cartella esattoriale (o  “cartella di pagamento”, come indicato in tutte le leggi della Repubblica Italiana), nel diritto tributario italiano, è uno strumento attraverso il quale la pubblica amministrazione italiana notifica l'avvenuta iscrizione a ruolo (titolo esecutivo) che permette all'Agenzia delle entrate-Riscossione di agire coattivamente nei confronti del contribuente per recuperare il credito vantato.

## Descrizione
La cartella di pagamento è l'atto che Equitalia ora Agenzia delle entrate-Riscossione invia ai contribuenti – per conto dei crediti vantati dagli enti impositori (Agenzia delle entrate, Inps, comuni, ecc.) – per informarli del fatto che i suddetti enti li hanno iscritti a ruolo. Vale la pena precisare che il ruolo (secondo l'art.10 del DPR 602/1973 e successive modificazioni) non è altro che un elenco che ciascun Ente impositore compila, indicando i contribuenti (con nominativo e codice fiscale) e le somme che l'ente stesso, sulla base della propria documentazione, ritiene siano dovute. Eventuali errori contenuti nel ruolo (nei nomi, nelle omonimie, nell'errata imposizione del tributo o della somma) sono responsabilità di ciascun ente, mentre il concessionario si limita a consegnare le cartelle. Infatti, le eventuali proteste contro i tributi, sia verso l'annullamento totale, sia verso lo sgravio parziale, devono essere indirizzate direttamente all'ente impositore e non alla società di riscossione. Ciò si evince chiaramente nel testo della nuova cartella di pagamento, così come riformata dal 1º ottobre 2010.
Una guida alla lettura della cartella di pagamento si può trovare sul sito dell'agenzia Entrate riscossione; dov'è disponibile anche un facsimile del documento nella forma stabilita dopo il 1º ottobre 2010, anche attraverso il confronto tra Equitalia e le associazioni di tutela dei consumatori.
Le cartelle di pagamento, a partire da quella data, devono contenere una descrizione sintetica delle somme dovute, le istruzioni sul pagamento (dove, come ed entro quale scadenza), l'invito a provvedere entro 60 giorni, come e a chi richiedere la rateazione, le spiegazioni per proporre eventuali ricorsi, il nome del responsabile del procedimento di iscrizione a ruolo e di quello di emissione e di notifica della cartella.
All'atto della notifica della cartella esattoriale, il destinatario deve firmare per l'avvenuta ricezione. La ricevuta di ritorno costituisce prova con valore legale dell'avvenuto invio e ricezione della cartella, al pari di una raccomandata A/R.
La cartella esattoriale deve contenere, a pena di nullità, il nome del responsabile e titolare del procedimento di riscossione, avverso il quale il destinatario può presentare ricorso alla commissione tributaria e/ o all'organo giudiziario competente per il tributo richiesto dentro la cartella.
Il contribuente deve proporre ricorso entro 60/ 40 o 30 (variabili in funzione del tributo) giorni dalla notifica, il termine è perentorio.
La cartella esattoriale è lo strumento mediante il quale un Agente per la Riscossione richiede il pagamento di una determinata somma di denaro per conto di un ente creditore. Il credito sotteso alla cartella può derivare dal presunto omesso pagamento di tributi, imposte, #sanzioni amministrative, crediti lavorativi di natura previdenziale. A seconda della natura del credito, cambierà il tipo di ricorso e di opposizione da redigere, ma soprattutto il giudice competente. Se la cartella deriva dal presunto omesso pagamento di verbali e violazioni al c.d.s, sarà competente il Giudice di Pace, indipendentemente dal valore economico incorporato nella cartella. 
Se la cartella di pagamento riguarda il presunto omesso pagamento di imposte e tasse, sarà di competenza delle Commissioni Tributarie Provinciali e Regionali (primo e secondo grado), territorialmente competenti. Se il credito sotteso invece, avrà natura previdenziale, ossia avrà per oggetto presunti crediti vantati , ad es. dall'INPS, o da altri istituti di previdenza, sarà competente il tribunale, nella sezione Lavoro. A seconda della natura del credito sotteso alla cartella esattoriale, e di conseguenza del Giudice competente, saranno, diversi anche i termini per impugnare (30 - 40 - 60 giorni dalla notifica). (cit. https://www.facebook.com/ricorsieopposizioni/)

## Caratteristiche
Il d.lgs. 26 febbraio 1999 n. 46 ha modificato la natura ed il regime della cartella esattoriale, attribuendole la natura esecutiva prima svolta dall'avviso di mora. Trascorsi i 60 giorni per presentare i ricorso, la cartella esattoriale ha forza di titolo esecutivo ed è opponibile al contribuente ai fini delle riscossione coatta del credito con provvedimenti quali il sequestro, pignoramento o espropriazione di un bene, il fermo amministrativo di un veicolo.
La cartella esattoriale deve contenere, a pena di nullità, l'importo e il nome del funzionario responsabile del procedimento amministrativo. Anche se il contribuente dimostra in corso di giudizio che le precedenti notifiche non contenevano le informazioni relative alla modalità con i relativi estremi per il pagamento (n. conto corrente, IBAN, ecc.), questo non è motivo di nullità della cartella esattoriale.
Il contribuente è tenuto a conservare per 10 anni le ricevute di pagamento., termine di prescrizione dei crediti relativi  a tasse e imposte. L'amministrazione potrebbe ad esempio notificare cartelle esattoriali a fronte di pagamenti correttamente effettuati; se il contribuente non possiede più tali ricevute, deve pagare una seconda volta.

## L'onere della prova
L'onere della prova è in generale a carico del ricorrente, e anche per la contestazione di cartelle esattoriali è sempre a carico del contribuente che propone ricorso.
La Corte Costituzionale ha più volte dichiarato costituzionalmente legittima la distribuzione dell'onere della prova nelle norme fiscali. A nulla rileva il fatto che nei provvedimenti di natura fiscale, il ricorso sia necessario per evitare l'esercizio di un titolo esecutivo di credito, e che, di fatto, il dante causa, l'evento che origina l'impugnazione sia solo formalmente la citazione in giudizio del contribuente, mentre in sostanza sia la notifica della cartella esattoriale.
In altre parole, non è l'amministrazione a dover presentare ricorso per la riscossione del credito e dover provare che il contribuente ha eluso o evaso il fisco, ma è il contribuente che deve proporre ricorso e dimostrare di essere in regola con i pagamenti. La normativa ammette, in questo modo, atti di limitazione del diritto costituzionale alla proprietà privata e inviolabilità del domicilio, che non seguano un procedimento giudiziario. Infatti, l'amministrazione non è tenuta al ricorso al giudice ordinario o altra magistratura prima della riscossione coatta del credito: se il contribuente non propone ricorso, l'amministrazione può ottenere la firma "a vista" di un decreto ingiuntivo e degli atti successivi per la sua attuazione. È parte dell'accertamento tributario il potere di ottenere l'esecuzione dell'atto anche senza l'intervento dell'autorità giudiziaria, per cui gli atti non impugnati vengono infatti iscritti a ruolo, consentendo l'inizio della procedura di riscossione coattiva.
La riscossione coatta del credito fra privati e pubblica amministrazione ha natura radicalmente diversa rispetto alla disciplina che regola i rapporti fra due soggetti privati. Prima di firmare un provvedimento per la riscossione coattiva, un giudice terzo deve accertare l'esistenza del credito, in concreto deve convocare e garantire diritto di replica alla controparte, motivare la decisione con delle prove. Nei rapporti con la pubblica amministrazione, queste garanzie costituzionali non sono vincolanti per gli atti successivi, sono una facoltà del contribuente che può non proporre ricorso e non avvalersene. Possono non essere garantite per vizi di natura meramente formale, ad esempio se il ricorso è presentato oltre i 60 giorni, oppure presenta vizi di forma che fanno rigettare la domanda e scadere il termine.
Inoltre, nei rapporti fra privati l'onere della prova è a carico del creditore, diversamente da quanto accade fra amministrazione e contribuente.